# برفیان (خمین)
برفیان (خمین)، روستایی از توابع بخش کمره شهرستان خمین در استان مرکزی ایران و زبان رایج مردم این روستا ترکی است.

## جمعیت
این روستا در دهستان چهارچشمه قرار دارد و براساس سرشماری مرکز آمار ایران در سال ۱۳۸۵، جمعیت آن ۲۰۹ نفر (۶۱خانوار) بوده‌است.